# Jolanda Tudor
Jolanda Tudor (Split, 1966.) je hrvatska filmska, televizijska i kazališna glumica.

## Uloge

### TV serije
- "San snova" kao Ivka (2023.)
- "Der Kroatien-Krimi" kao Edita Brgić (2016.)
- "Zora dubrovačka" kao Magdalena Leko (2013. – 2014.)
- "Larin izbor" kao Aida (2012.)
- "Doctor Who" kao konobarica (2009.)

### Filmovi
- "Tereza37" kao medicinska sestra (2020.)
- "Paslikar" kao mama (2013.)
- "Žuti suncobran" kao dadilja (2012.)
- "Svi moji prekidi" kao djevojka #8 (2011.)
- "Svijet je snovita tvar" kao mama (2010.)
- "Vjerujem u anđele" kao Deina majka (2009.)
- "Najveća pogreška Alberta Einsteina" kao šankerica (2006.)
- "Film o Solinu" kao Solinka (2006.)
- "Križarski rat u trapericama" kao piljarica (2005.)
- "Oprosti za kung fu" kao Mare (2004.)

## Vanjske poveznice
- Jolanda Tudor u internetskoj bazi filmova IMDb-u (engl.)
- Web stranica Jolande Tudor